# 36e division d'infanterie (Empire allemand)
Pour les articles homonymes, voir 36e division d'infanterie.
La 36e division d'infanterie est une unité de l'armée allemande qui combat lors de la Première Guerre mondiale. Au déclenchement du conflit, la 36e division d'infanterie forme avec la 35e division d'infanterie le 17e corps d'armée rattachée à la 8e armée allemande. Elle combat sur le front de l'Est à Gumbinnen, à Tannenberg, puis au lacs de Mazurie. En 1915, la 36e division d'infanterie participe à l'offensive de Gorlice-Tarnów avant d'être transférée sur le front de l'Ouest.
À l'automne 1915, la 36e division d'infanterie occupe un secteur du front sur la Somme. En 1916, la division est engagée dans la bataille de la Somme. En 1917, elle participe au repli allemand sur la ligne Hindenbourg avant de combattre à Arras, puis à Passchendaele. En 1918, la division participe aux offensives allemandes dans la Somme, sur l'Aisne et sur la Marne avant d'être engagée dans les combats défensifs de l'été et de l'automne 1918. Après la signature de l'armistice, la division est transférée en Allemagne où elle est dissoute au cours de l'année 1919.

## Première Guerre mondiale

### Composition

#### Temps de paix, début 1914
- 69e brigade d'infanterie (de) (Graudenz)

129e régiment d'infanterie (de) (Graudenz)
175e régiment d'infanterie (Graudenz) et (Schwetz an der Weichsel)
- 71e brigade d'infanterie (Dantzig)

5e régiment de grenadiers (Dantzig)
128e régiment d'infanterie (de) (Dantzig) et (Neufahrwasser)
- Brigade de hussards (Dantzig)

1er régiment de hussards du Corps (Dantzig)
2e régiment de hussards du Corps (Dantzig)
- 36e brigade d'artillerie de campagne

36e régiment d'artillerie de campagne (Dantzig)
72e régiment d'artillerie de campagne (Marienwerder) et (Preußisch Stargard)

#### Composition à la mobilisation - 1915
- 69e brigade d'infanterie

129e régiment d'infanterie
175e régiment d'infanterie
- 71e brigade d'infanterie

5e régiment de grenadiers
128e régiment d'infanterie
- 36e brigade d'artillerie de campagne

36e régiment d'artillerie de campagne
72e régiment d'artillerie de campagne
- 5e régiment de hussards (de)
- 2e et 3e compagnie du 17e bataillon de pionniers (bataillon de pionniers prussien-oriental)

#### 1916
- 71e brigade d'infanterie

5e régiment de grenadiers
128e régiment d'infanterie
175e régiment d'infanterie
- 36e brigade d'artillerie de campagne

36e régiment d'artillerie de campagne
72e régiment d'artillerie de campagne
- 4 escadrons du 5e régiment de hussards
- 3e et 4e compagnies du 17e bataillon de pionniers

#### 1917
- 71e brigade d'infanterie

5e régiment de grenadiers
128e régiment d'infanterie
175e régiment d'infanterie
- 36e commandement d'artillerie divisionnaire

36e régiment d'artillerie de campagne
- 4 escadrons du 5e régiment de hussards
- 3e et 5e compagnies du 17e bataillon de pionniers

#### 1918
- 71e brigade d'infanterie

5e régiment de grenadiers
128e régiment d'infanterie
175e régiment d'infanterie
- 36e commandement d'artillerie divisionnaire

36e régiment d'artillerie de campagne
1er bataillon du 4e régiment de réserve d'artillerie à pied
- 4 escadrons du 5e régiment de hussards
- 3e et 5e compagnies du 17e bataillon de pionniers

### Historique
Au déclenchement du conflit, la 36e division d'infanterie forme avec la 35e division d'infanterie le XVIIe corps d'armée rattaché à la VIIIe armée allemande.

#### 1914
- 31 juillet - 7 août : opération de couverture le long de la frontière avec l'Empire russe.
- 8 - 21 août : combat le 12 août dans la région de Soldau. le 20 août, engagée dans la bataille de Gumbinnen.
- 22 - 31 août : retrait du front, transport vers le sud-ouest ; engagée à partir du 23 août dans la bataille de Tannenberg.
- 1er - 15 septembre : exploitation de la victoire de Tannenberg, à partir du 7 septembre la division est engagée dans la première bataille des lacs de Mazurie.
- 16 - 29 septembre : exploitation de la bataille, poursuite des troupes russes.
- 29 septembre - 31 octobre : engagée dans la bataille de la Vistule.

4 - 5 octobre : combats autour de Opatów et de Radom.
9 - 19 octobre : combats dans la région de Varsovie.
22 - 28 octobre : combats le long de la Rawka.
- 1er - 16 novembre : maintien des positions, combats les 14 et 15 novembre autour de Kutno.
- 16 novembre - 15 décembre : engagée dans la bataille de Łódź.
- 16 décembre 1914 - 6 juillet 1915 : occupation et organisation d'un secteur du front le long de la Rawka et de la Bzoura.

#### 1915
- 6 juillet - 18 septembre : engagée dans l'offensive de Gorlice-Tarnów.

13 - 17 juillet : percée du front dans la région de Przasnysz.
18 - 22 juillet : poursuite des troupes russes vers le Narew.
23 juillet - 3 août : combats pour le franchissement du Narew.
4 - 7 août : combats pour le franchissement de l'Orz.
8 - 10 août : combats dans la région d'Ostrow.
11 - 12 août : combats dans la région de Tschishew-Sambrow.
13 - 18 août : combats le long du Narew supérieur et du Nurzec.
19 - 25 août : combats dans la région de Bielsk.
25 août - 5 septembre : combats dans la région de Swislocz puis vers Naumka-Werecia.
6 - 7 septembre : combats dans la région de Wolkowyszk.
8 - 12 septembre : combats le long de la Zelwianka et du Niémen.
12 - 17 septembre : combats le long de la Chtchara et dans la région de Jelnia.
- 17 - 27 septembre : organisation et occupation d'un secteur du front dans les marais de Lituanie.
- 27 septembre - 17 octobre : retrait du front, transport par V.F. sur le front de l'Ouest. Arrivée à Péronne le 10 octobre ; repos dans la région de Ham[2].
- 18 octobre 1915 - 1er juillet 1916 : occupation d'un secteur du front dans la région de Roye.

#### 1916
- 1er juillet - 26 novembre : engagée dans la bataille de la Somme, occupation d'un secteur entre le sud de Chilly et le nord d'Andechy ; jusqu'en septembre, la division n'est pas engagée totalement dans la bataille seules quelques unités renforcent les troupes qui combattent.

30 septembre - 20 octobre : occupation d'un secteur entre le nord de Fouquescourt et la voie ferrée vers Chaulnes.
20 - 24 octobre : retrait du front et repos dans la région de Nesle et de Ham.
24 octobre - 26 novembre : occupation d'un secteur au sud d'Ablaincourt jusqu'au bois de Chaulnes, fortes pertes à la division les 7, 10 et 11 novembre.
- 27 novembre 1916 - 16 mars 1917 : mouvement de rocade et occupation d'un secteur de front dans la région de Fouquescourt.

#### 1917
- 16 mars - 9 avril : engagée dans l'opération Alberich occupation d'un nouveau secteur au sud de Saint-Quentin à partir du 23 mars.
- 9 avril - 9 mai : retrait du front, repos.
- 10 mai - juin : en ligne au sud-est d'Arras, dans le secteur de Guémappe, au sud de la ligne d'attaque des troupes britanniques lors de la bataille d'Arras. La division ne subit que des actions locales avec de faibles pertes.
- juin - 4 juillet : retrait du front, repos dans la région de Douai.
- 4 juillet - 28 août : occupation d'un secteur du front vers Oppy et Gavrelle, peu de pertes et actions locales rares.
- 28 août - 11 septembre : retrait du front, transport par V.F. de Douai vers Courtrai et Izegem.
- 11 - 23 septembre : engagée dans la bataille de Passchendaele dans le secteur de Poelcappelle, les combats entrainent des pertes très lourdes pour la division[3].
- 24 septembre 1917 - 1er février 1918 : retrait du front, à partir du 27 septembre occupation d'un secteur calme du front dans la région de Saint-Quentin.

#### 1918
- 2 février - 20 mars : retrait du front ; repos et instruction.
- 21 mars - 8 avril : engagée dans l'opération Michaël en première ligne et progresse par Essigny-le-Grand, Clastres, Brouchy, Guiscard, Campagne, Candor[3].

23 - 25 mars : la division est placée en seconde ligne.
25 mars - 8 avril : en ligne dans le secteur de Lassigny.
- 8 - 20 avril : retrait du front, repos dans la région Sud-Est de Roye.
- 20 - 28 avril : en ligne dans le secteur Sud-Est de Montdidier dans la région de Rollot.
- 28 avril - 8 mai : retrait du front ; repos dans la région de Roye et réorganisation avec l'arrivée de 1 000 hommes en renfort[3].
- 8 - 22 mai : mouvement et repos dans la région de Wassigny.
- 22 - 27 mai : mouvement par étapes nocturnes par Rozoy-sur-Serre, Montcornet, Liesse-Notre-Dame, Montaigu[3].
- 27 mai - 30 juin : engagée dans la bataille de l'Aisne en seconde ligne et traverse Villers-en-Prayères, Fismes et Villers-sur-Fère. Le 29 mai, la division est en première ligne et combat vers Courmont, Fresnes-en-Tardenois ; le 31 mai la division atteint Jaulgonne puis occupe et organise le secteur[3].
- 30 juin - 14 juillet : retrait du front, repos et réorganisation dans la région de Fère-en-Tardenois.
- 14 - 27 juillet : engagée dans la seconde bataille de la Marne, franchissement de la Marne au Sud de Chartèves mais la division est contenue entre Mézy-Moulins et Fossoy[3].

20 - 22 juillet : placée en seconde ligne.
22 - 27 juillet : combat vers Rocourt-Saint-Martin, puis vers Villeneuve-sur-Fère lors du repli allemand.
- 27 juillet - 24 août : retrait du front ; repos dans la région de Laon.
- 24 août - 3 septembre : engagée dans la bataille de Bapaume, la division est contrainte au repli devant la poussée des troupes britanniques vers Vaulx-Vraucourt, Écoust-Saint-Mein du 27 au 30 août, puis vers Pronville et Inchy-en-Artois les 2 et 3 septembre[4].
- 3 - 16 septembre : retrait du front ; repos et réorganisation.
- 16 septembre - 11 novembre : entrée en ligne au Sud de La Bassée, replis défensifs successifs devant la pression des troupes alliées.

1er octobre : la division occupe une ligne entre Bauvin et Pont-à-Vendin.
16 octobre : défense dans la région de Provin.
18 octobre : défense autour de Attiches, puis poursuite du repli jusqu'au sud de Tournai.
10 novembre : observée sur la ligne de défense Anvers Meuse.
À la fin du conflit, la division est transférée en Allemagne où elle est dissoute au cours de l'année 1919.

## Chefs de corps
| Grade           | Nom                            | Date                               |
| --------------- | ------------------------------ | ---------------------------------- |
| Generalleutnant | Wilhelm von Dresow (de)        | 1er avril - 11 juillet 1890        |
| Generalmajor    | Karl von Heister               | 12 juillet 1890-11 juillet 1894    |
| Generalleutnant | Emil von Hänisch               | 12 juillet 1894-19 juillet 1897    |
| Generalleutnant | Franz Friedrich von Pfuhlstein | 20 juillet 1897-17 avril 1900      |
| Generalleutnant | Oskar von Lübbers              | 18 avril 1900-15 juin 1901         |
| Generalleutnant | Arthur Brunsich von Brun (de)  | 16 juin 1901-10 septembre 1903     |
| Generalleutnant | August von Mackensen           | 11 septembre 1903-26 janvier 1908  |
| Generalleutnant | Walter Wasmannsdorff           | 27 janvier 1908-18 juin 1909       |
| Generalleutnant | Vincentius de Paula von Brixen | 19 juin 1909-24 juillet 1910       |
| Generalmajor    | Ferdinand von Quast            | 25 juillet - 22 septembre 1910     |
| Generalleutnant | Vincentius de Paula von Brixen | 23 septembre 1910-2 février 1911   |
| Generalleutnant | Kuno Arndt von Steuben         | 3 février 1911-3 septembre 1913    |
| Generalleutnant | Konstanz von Heineccius        | 4 septembre 1913-30 août 1916      |
| Generalleutnant | Karl von Kehler                | 1er septembre 1916-12 janvier 1918 |
| Generalleutnant | Arnd von Leipzig               | 13 janvier 1918-8 février 1919     |
| Generalmajor    | Konrad von Hippel (de)         | 8 février - mai 1919               |